# Федерико Моча
Федерико Моча (итал. Federico Moccia, 20. јул 1963) италијански је писац, сценариста и режисер. Од 2011. градоначелник је места Розело у округу Кјети, региону Абруцо.

## Романи
- „Три метра изнад неба“ (Tre metri sopra il cielo, 1992, 2004)
- „Желим те“ (Ho voglia di te, 2006)
- „Извини, али ти си моја љубав“ (Scusa ma ti chiamo amore, 2007)
- , 2007.
- , Milano, Feltrinelli, 2007.
- , 2007.
- , 2008.
- „Љубав 14“ (Amore 14, 2008)
- „Извини, али хоћеш ли да се удаш за мене?“ (Scusa ma ti voglio sposare, 2009)
- „Човек који није желео да воли“ (L'uomo che non sapeva amare, 2011)
- „Тај тренутак среће“ (Quell'attimo di felicità, 2013)
- , 2014.